# 알랭 포에르

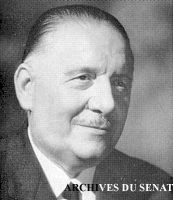
알랭 포에르

알랭 에밀 루이 마리 포에르(Alain Émile Louis Marie Poher, 1909년 4월 17일 ~ 1996년 12월 9일)는 프랑스의 정치인이다. 그는 1909년 프랑스 파리 근교의 압롱 쉬르 센 (프랑스어: Ablon-sur-Seine)에서 태어났다. 공화국민운동 (프랑스어: Mouvement républicain populaire)의 당원으로 1968년부터 1992년까지 상원 의장을 지냈고, 1969년과 1974년에 프랑스 공화국의 대통령 권한대행직을 수행하였다. 1996년 파리에서 사망했다.

## 인물과 경력
알랭 포에르는 브르타뉴 공작의 후손이라고 주장하는 브르타뉴 출신의 중산 가정 출신으로, 그는 프랑스 파리 국립광업학교 출신의 공학 기술자였다.

### 정치 경력의 시작
정치 인생에 있서 포에르는 에마뉘엘 무니에의 인격주의 영향을 받았다. 1938년 그는 재정 경제산업부 (프랑스어: Ministère de l'Économie, des Finances et de l'Industrie)에 들어갔으며, 제2차 세계 대전 기간 동안 레지스탕스들과 접촉 업무를 맡아 해방 후에도 재정경제산업부에 남는다.
해방기에 재정경제산업부의 사회부서 책임자인 그는 재정경제산업부의 장관이었던 로베르 쉬망과 긴밀한 관계가 되었고, 1948년부터 1952년까지 전후 그는 독일과 오스트리아에 관한 문제의 책임자로 일했다. 또한 독일 루르 지역의 비무장화를 감독하는 국제 관리 기관 (프랑스어: Autorité internationale de la Ruhr) 을 관리하기도 했으며, 1945년부터 1983년 사이에 자신의 고향인 파리 근교의 압롱 쉬르 센의 시장 직도 역임하였다.

### 상원에서의 50년
그는 1946년 프랑스 상원에 들어갔으며, 이후 1948년과 1952년 사이의 기간을 제외하곤 1995년까지 연이어 재선되었다. 또 그는 공화국민운동(프랑스어: Mouvement républicain populaire)의 프랑스 상원 원내 대표직도 수행했었다. 알랭 포에르는 로베르 쉬망 2기 내각과 앙리 쾨이 1기 내각의 예산부 장관직을 1948년 9월 5일부터 11월 20일까지 수행했으며, 1957년 11월 11일부터 1958년 5월 14일까지 펠릭스 가이아르 내각에서는 해양부장관으로 일했다. 또, 그는 프랑스 프랑스 제4공화국의 마무리 작업에 참여하기도 하였다.

### 프랑스 대통령 권한대행과 대선 후보
그는 프랑스 상원에서 1968년 10월 3일부터 1992년 10월 1일까지 의장으로 있었다. 그리고 또한 2번 프랑스 공화국 대통령 권한대행직을 맡았다.
첫 번째로 1969년 4월 28일부터 6월 16일까지 샤를 드 골의 사임으로 대통령 대리직을 맡았다. 샤를 드 골의 사임을 이후 1969년 프랑스 대선후보로서, 그는 2차 선거에서 조르주 퐁피두 후보와 경쟁을 하였다. 알랭 포에르는 526,8613표 (23.31%)를 1차 선거에서 획득하였고 2차 선거에서는 794,3118표(41,79 %)를 얻었다. 1차 선거에서 3위를 한 프랑스 공산당의 자크 뒤클로는 2차 선거에서 조르주 퐁피두와 알랭 포에르, 두 후보 중 어떤 후보도 지지하지 않았다. 포에르는 비 샤를 드 골계 우파와 사회당 지지자들로부터 지지를 받았다.
두 번째 대통령 대행직은 조르주 퐁피두 대통령의 죽음 이후 대통령 선거 이전인 1974년 4월 2일부터 5월 24일 사이에 수행되었다. 알랭 포에르는 자서전에서 샤를 드 골 정부의 내각을 그대로 받아들였기 때문에 자신의 1차 대통령 대행기가 역사상 첫 번째 동거 정부라고 밝혔다.

### 권력에 대한 열광
프랑스 상원의 의장 자격으로 그는 샤를 드 골의 사임 후 대통령 대행 직을 수행했다. 권력에 대한 집착은 1969년 4월 28일 엘리제 궁으로 그를 안내했다.
샤를 드 골 대통령은 사임한 후 알랭 포에르에게 권력을 이양하였다. 알랭 포에르의 대통령직은 6월 19일로 끝났다. 1969년 조르주 퐁피두를 상대로 한 대통령 선거에서 패배했기 때문에 그는 결국 대통령이 되지 못했다.
조르주 퐁피두의 갑작스러운 죽음으로 그는 다시 한 번 대통령 대행직을 수행하였다. 하지만 이번에도 다시 한 번 발레리 지스카르 데스탱와의 대선에서 패배하였다.

### 친유럽 정책
포에르는 생전에 친유럽 정책에 매우 열의를 나타냈다. 알랭 포에르는 그의 두 번째 대통령 대행직 수행 기간 동안 유럽인권조약의 비준을 위한 기회로 삼았다.
프랑스는 이 조약에 1950년 서명하였으나, 권력을 잡은 샤를 드 골계 우파 인사들 때문에 비준이 되지 않았다. 알랭 포에르는 대통령 대행으로서 유럽인권조약을 비준시켰다. 상징적으로 알랭 포에르는 1974년 5월 6일 25주년을 맞는 유럽 평의회에서 연설을 하였다.

## 역대 선거 결과
| 선거명      | 직책명 | 대수 | 정당     | 1차 득표율 | 1차 득표수  | 2차 득표율 | 2차 득표수  | 결과 | 당락 |
| ----------- | ------ | ---- | -------- | ---------- | ----------- | ---------- | ----------- | ---- | ---- |
| 1969년 선거 | 대통령 | 19대 | 민주중도 | 23.31%     | 5,268,613표 | 41.79%     | 7,943,118표 | 2위  | 낙선 |